# Rio Ciripicea
O Rio Ciripicea é um rio da Romênia, afluente do Checheţ, localizado no distrito de Satu Mare.